# Passiflora affinis
Passiflora affinis är en passionsblomsväxtart som beskrevs av Georg George Engelmann och Asa Gray. Passiflora affinis ingår i släktet passionsblommor, och familjen passionsblomsväxter. Inga underarter finns listade i Catalogue of Life.